# E. M. Forster
 (février 2025).
Si vous disposez d'ouvrages ou d'articles de référence ou si vous connaissez des sites web de qualité traitant du thème abordé ici, merci de compléter l'article en donnant les références utiles à sa vérifiabilité et en les liant à la section « Notes et références ».
En pratique : Quelles sources sont attendues ? Comment ajouter mes sources ?
Pour les articles homonymes, voir Forster.
Œuvres principales
- Avec vue sur l'Arno (roman, 1908)
- Howards End (roman, 1910)
- Maurice (roman, 1913-14, publ. posthume 1971)
- Route des Indes (roman, 1924)

E. M. Forster, officiellement Edward Morgan Forster, romancier, nouvelliste et essayiste britannique, naît le 1er janvier 1879 à Londres et meurt le 7 juin 1970  à Coventry.

## Biographie
Il est le fils d'Edward Morgan Forster, un architecte, et de son épouse, née Alice Whichelo et surnommée Lily, cousine du peintre Philip Whichelo.  Et il est le petit fils du révérend Charles Forster (vers 1787-1871), son grand-père paternel, qui était recteur de la paroisse anglicane Stisted, à Braintree dans l'Essex, et spécialiste des langues sémitiques.
Son baptême, dont l'enregistrement tenait lieu à l'époque d'acte d'état civil, est marqué par un incident. En effet, alors que ses parents lui avaient choisi « Henry » pour premier prénom, il reçoit par erreur celui de son père, « Edward ». Sa mère élevera leur fils seule, car son mari meurt jeune de tuberculose alors qu'Edward Junior a deux ans.
Edward Foster poursuit ses études secondaires à Tonbridge,une école privée du Kent dont il garde un mauvais souvenir. Puis il entre au King's College de l'université de Cambridge, où il trouvera plus de compréhension et de liberté. À partir de 1901, il fait partie de la société des Cambridge Apostles, appelée aussi Cambridge Conversazione Society, dont bien des membres ont ensuite rejoint le groupe de Bloomsbury. Durant cette période, E. M. Forster est aussi en relation avec Siegfried Sassoon, J. R. Ackerley (en) et Forrest Reid (en), tous trois hommes de lettres.
Après ses études universitaires, il voyage en Europe en compagnie de sa mère, avec laquelle il a vécu jusqu'en 1945, année où elle meurt. Il publie son premier roman à 26 ans ; ses livres sont appréciés des critiques, et il connaît le succès avec Howards End édité en 1910.

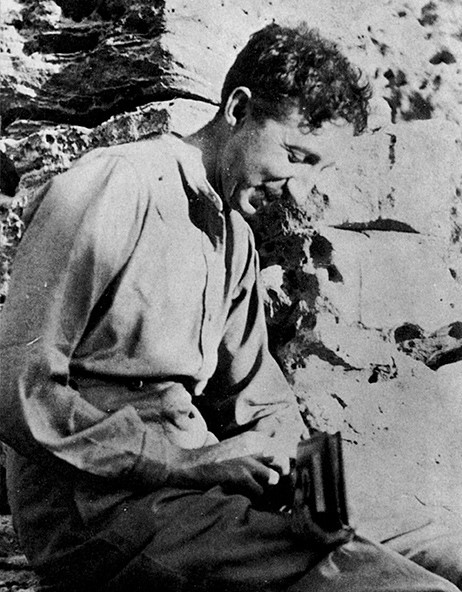
E. M. Forster en 1917.

En 1914 il voyage en Égypte, en Allemagne et aux Indes avec l'humaniste G.L. Dickinson. Puis il travaille pour la Croix-Rouge en Égypte, durant l’hiver 1916-1917, et il y tombe amoureux de Mohammed el-Adl, jeune Égyptien de 17 ans qui meurt prématurément en 1922. Après un second séjour aux Indes dans les années 20, il écrit son roman le plus célèbre, La Route des Indes, où il relate les rapports entre occidentaux et indiens. Dans les années 30 et 40, il devient une figure populaire de la radio par ses interventions à la BBC.
Après la mort de sa mère, E. J. Forster est élu membre honoraire du King's College en janvier 1946,, où il accepte un poste honorifique. Il y passe le reste de sa vie, sans produire de nouvelles œuvres notables.

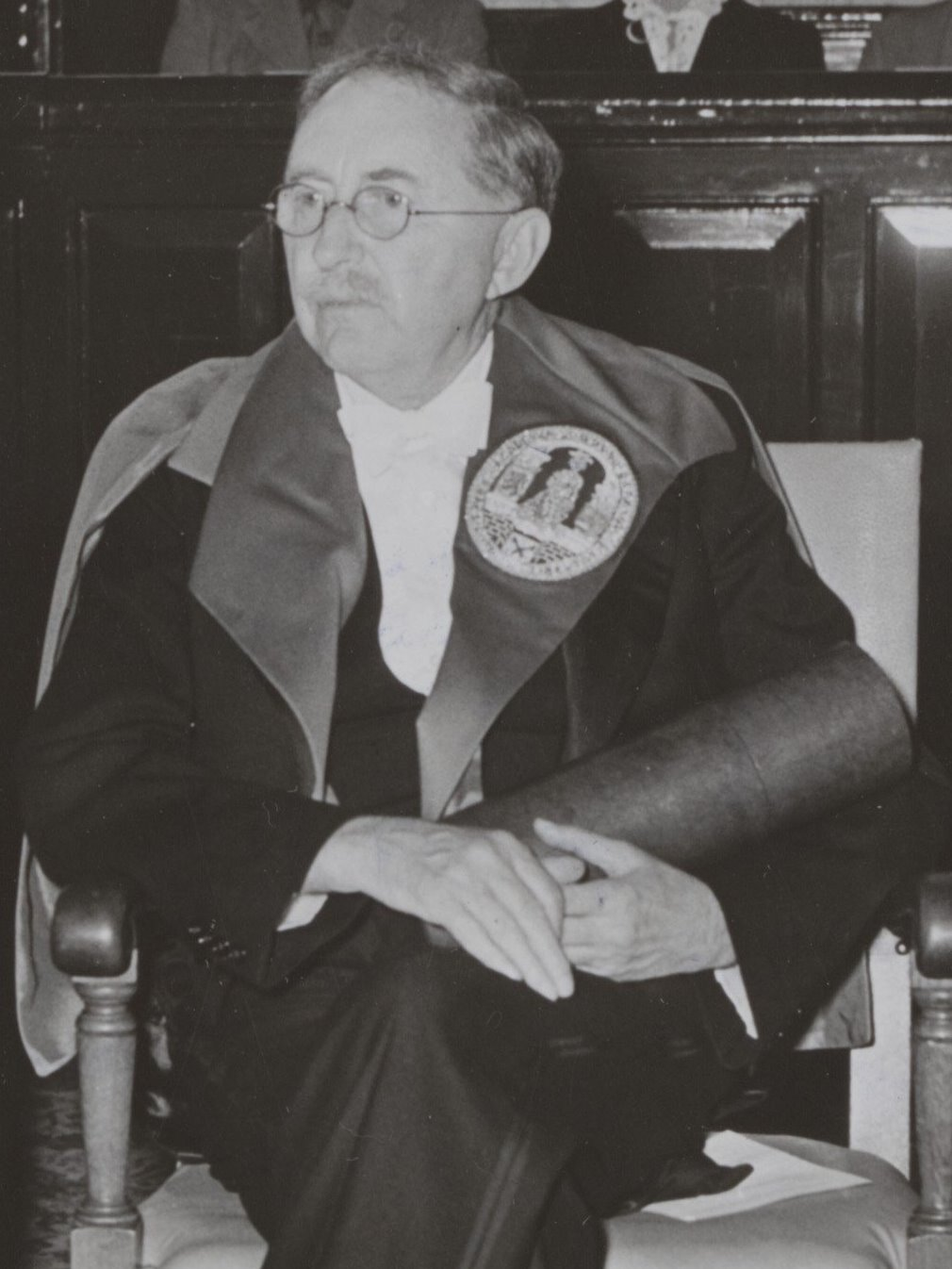
E. M. Forster (1954).

Il refuse d'être ordonné chevalier en 1949, mais il devient Compagnon d'honneur en 1953 puis titulaire de l'ordre du Mérite en 1969. Un an plus tard , il meurt d’un accident vasculaire cérébral, le 7 juin 1970, à l'âge de 91 ans, chez les Buckingham à Coventry. La publication du roman Maurice, qu'il avait écrit en 1913, et  de ses nouvelles explicitement homosexuelles a été source de controverses après sa mort.

## Thèmes centraux
Les opinions de E. M. Forster, humaniste laïque, sont le cœur de son œuvre dans laquelle, bien souvent, les principaux personnages tentent de se comprendre et de communiquer les uns avec les autres par-delà les barrières sociales (only connect..., selon les mots de sa fameuse épigraphe dans Howards End). Ses deux plus célèbres ouvrages, Route des Indes et Howards End, sont des récits où se développent le thème du caractère infranchissable des différences sociales. Maurice, resté inédit jusqu'à sa mort, met l'accent sur la possibilité d'un effacement des différences de classe au travers d'une relation homosexuelle. Il a développé ses idées humanistes dans un essai intitulé What I believe. Sa devise était : « tolerance, good temper and sympathy ». La sexualité est l'autre thème clé de son œuvre. Certains critiques ont fait valoir que ses écrits pouvaient être considérés comme une évolution, de ceux sur l'hétérosexualité à ses récits sur l'homosexualité. Longtemps méconnus en France, ses romans ont été popularisés par le biais d'adaptations cinématographiques.

## Œuvres

### Romans
- Where Angels Fear to Tread (1905) Publié en français sous le titre Monteriano (trad. Charles Mauron), Paris : Plon, coll. « Feux croisés », 1954
- The Longest Journey (1907) Publié en français sous le titre Le Plus Long des Voyages (trad. Charles Mauron), Paris : Plon, coll. « Feux croisés », 1952
- A Room with a View (1908) Publié en français sous le titre Avec vue sur l'Arno (trad. Charles Mauron), Paris : R. Laffont, 1947
- Howards End (1910) Publié en français sous le titre Le Legs de Mrs. Wilcox (trad. Charles Mauron), Paris : Plon, coll. « Feux croisés », 1950. Repris sous le titre Howards End, Paris : Union générale d'éditions, 1982 ; puis sous le titre Howards End, Paris : C. Bourgois, 1992
- Arctic Summer (écrit vers 1912-1913, première publication 2003 | roman inachevé)Publié en français sous le titre Arctic Summer (trad. Georges-Michel Sarotte), Paris : Robert Laffont, coll. « Pavillons poche », 2017
- Maurice (écrit vers 1913-14, première publication 1971) Publié en français sous le titre Le Retour à Penge (trad. Nelly Shklar), Paris : Plon, 1973. Repris sur le titre Maurice, Paris : C. Bourgois, 1987
- A Passage to India (1924) - Prix James Tait Black 1924 Publié en français sous le titre Route des Indes (trad. Charles Mauron), Paris : Plon, 1927

### Nouvelles
- The Celestial Omnibus and Other Stories, 1911.
  - The Story of A Panic, The Independent Review, 1904.
  - The Other Side Of The Hedge, 1904.
  - The Celestial Omnibus, The Albany Review, 1908.
  - Other Kingdom, 1909.
  - The Curate's Friend, 1907.
  - The Road From Colonus, 1904.
- The Eternal Moment and Other Stories, 1928.
  - The Machine Stops, The Oxford and Cambridge Review, 1909. Publié en français sous le titre La machine s’arrête (trad. Laurie Duhamel), Paris : Le Pas de Côté, 2014. Réédition aux éditions L'Échappée, 2020
  - The Point Of It, The English Review, 1911.
  - Mr Andrews, 1911.
  - Co-ordination, 1912.
  - The Story Of The Siren, 1920.
  - The Eternal Moment, 1905.
- Collected Short Stories, 1947. Reprise des deux recueils précédents.
- The Life to Come and Other Stories, 1972. Recueil posthume de nouvelles dont trois seulement avaient été publiées.
  - Ansell, 1902-1903.
  - Albergo Empedocle, Temple Bar, 1903.
  - The Purple Envelope, 1903-1905.
  - The Helping Hand, 1904.
  - The Rock, 1906.
  - The Life to Come, 1922.
  - Dr Woolacott, 1927.
  - Arthur Snatchfold, 1928.
  - The Obelisk, 1939.
  - What Does It Matter? A Morality, années 1930.
  - The Classical Annex, 1930-1931.
  - The Torque, avant 1958.
  - The Other Boat, 1957-1958.
  - Three Courses and a Dessert: Being a New and Gastronomic Version of the Old Game of Consequences, Wine and Food, 1944.

#### Recueils en français
L'ordre de publication en français des nouvelles ne correspond pas à l'ordre en anglais.
- Un instant d’éternité et autres nouvelles (trad. Anouk Neuhoff), Paris : C. Bourgois, 1988.
- De l'autre côté de la haie (trad. Anouk Neuhoff), Paris : C. Bourgois, 1995.
- Quelle importance ? et autres nouvelles (trad. Anouk Neuhoff), Paris : C. Bourgois, 1995.
- Nouvelles (trad. Anouk Neuhoff), Paris : C. Bourgois, 2003. Recueil des trois recueils précédents.

### Autres
- Alexandria. A History and Guide, 1922. Récit de voyage
  - Alexandrie. Une histoire et un guide (trad. Claude Blanc), Paris : Quai Voltaire, 1990.
- Pharos and Pharillonn. A Novelist's Sketchbook of Alexandria Through the Ages, 1923. Récit de voyage
  - Pharos et Pharillon. Une évocation d'Alexandrie (trad. Claude Blanc), Paris : Quai Voltaire, 1991.
  - Pharos et Pharillon
- Abinger Pageant, 1934. Théâtre
- England's Pleasant Land, 1940. Théâtre
- A Diary for Timothy (en), 1945. Scénario d'un film documentaire de Humphrey Jennings lu par Michael Redgrave
- Billy Budd, 1951. Livret d'opéra écrit avec Eric Crozier pour l'opéra de Benjamin Britten inspiré de la nouvelle de Melville.
  - Billy Budd (trad. Josée Bégaud), Paris : Premières loges, 1994
- The Hill of Devi, 1953. Récit de voyage
  - La Colline de Devi (trad. Claude Blanc), Paris : Quai Voltaire, 1994.

### Essais et autres écrits
- Aspects of the Novel, 1927. Ouvrage de critique littéraire issu de ses cours à Cambridge
  - Aspects du roman (trad. Sophie Basch), Paris : C. Bourgois, 1993.
- Goldsworthy Lowes Dickinson, 1934. Biographie de Goldsworthy Lowes Dickinson
- The Development of English prose between 1918 and 1939, Glasgow : Jackson son and Cie, coll. « Glasgow University publications » no 63, 1945.
  - Aspects de la littérature anglaise 1918-1945, Paris : Fontaine, 1947.
- Marianne Thornton, A Domestic Biography, 1956. Biographie de Marianne Thornton

#### Conférences, articles et introduction
- The Feminine Note in Literature, 1910. Première publication Londres : Cecil Woolf, coll. « The Blommsbury Heritage » no 28, 2001.
- Introduction de The Life of George Crabbe, Londres : Oxford University Press, coll. « The World's Classics », 1932.
  - « George Crabbe, le poète et l'homme » (trad. Annie Brierre), dans Eric Crozier (dir.), La Création de l'Opéra anglais et Peter Grimes, Paris : Richard Masse, 1947.
- Introduction à Zeenuth Futehally, Zohra, 1951.
  - Zohra (trad. Rose Celli), Paris : Plon, coll. « Feux croisés », 1954.
- « Recollections of Nassenheide », The Listener no 61, 1er janvier 1959.
  - Repris pour l'introduction de Elizabeth von Arnim, Elizabeth et son jardin allemand (trad. François Dupuigrenet Desroussilles), Paris : Salvy, 1989.

#### Recueils
- Abinger Harvest, 1936.
- Two Cheers for Democracy, 1951.
- Albergo Empedocle and Other Writings, 1971.
- The Creator as Critic and Other Writings, Dundurn, 2008.

### Filmographie

#### Commentaire cinématographique
- 1945 : A Diary for Timothy réalisé par Humphrey Jennings - Forster est l'auteur du commentaire de ce moyen-métrage

#### Adaptations
Cinq de ses sept romans ont été adaptés au cinéma, dont trois par Ismail Merchant et James Ivory :
- 1985 : Chambre avec vue réalisé par James Ivory, avec Helena Bonham Carter
- 1987 : Maurice réalisé par James Ivory, avec James Wilby et Hugh Grant
- 1984 : La Route des Indes réalisé par David Lean
- 1991 : L'Amour en larmes (Where Angels Fear to Tread) réalisé par Charles Sturridge
- 1992 : Retour à Howards End réalisé par James Ivory, avec Anthony Hopkins, Vanessa Redgrave, Helena Bonham Carter et Emma Thompson